# Архив президента РФ
Архив президента РФ (АП РФ) — подразделение Администрации президента РФ.

## Общие сведения
Архив был образован в 1991 году. Он осуществлял хранение документов президента РФ, администрации президента РФ и других фондообразователей, перечень которых определялся руководством администрации президента РФ.
Архив хранил также исторические документы, образовавшиеся в процессе деятельности высших органов ВКП(б) — КПСС в 1919—1991 годы, ряд материалов Государственного комитета обороны (ГКО), Совета министров СССР, документы президента СССР и его аппарата.
Начиная с 1993 года велась работа по передаче документов исторической части Архива президента Российской Федерации на постоянное хранение в федеральные государственные архивы. За это время на основании утверждённых графиков передано более 42 тысяч дел, а также страховой фонд и научно-справочный аппарат.
Некоторые исторические материалы архива регулярно печатались в «Вестнике Архива президента Российской Федерации» (Журнал «Источник»).
Архив (как отдельное подразделение) упразднён в 1998 году, когда указ о его создании утратил силу. Архивную работу, на 2016 год, ведёт Управление информационного и документационного обеспечения президента.